# Ред и закон (1. сезона)
Прва сезона серије Ред и закон је премијерно емитована на каналу НБЦ од 13. септембра 1990. године до 9. јуна 1991. године и броји 22 епизоде.

## Опис
Џорџ Зундза, Крис Нот, Ден Флорек, Мајкл Моријарти, Ричард Брукс и Стивен Хил су ушли у главну поставу. Стивен Хил се нија појавио у епизоди "Свима омиљени порезни обвезник" јер је та епизода снимљена као пробна епизода 1988. године и у њој се појавио Рој Тајнс у улози окружног тужиоца Алфреда Вентворта. Џорџ Зундза је напустио серију на крају ове сезоне.

## Улоге
- Џорџ Зундза као Макс Гриви
- Крис Нот као Мајк Логан
- Ден Флорек као Дон Крејген
- Мајкл Моријарти као ИПОТ Бен Стоун
- Ричард Брукс као ПОТ Пол Робинет
- Стивен Хил као ОТ Адам Шиф

## Епизоде
| Бр. у серији | Бр. у сезони | Назив                            | Редитељ           | Сценариста                                                                                             | Пpемијерно емитовање | Пpод. код | Гледаност у САД (милиони) |
| --- | ------------ | -------------------------------- | ----------------- | --- | -------------------- | --------- | ------------------------- |
| 1 | 1            | "Рецепт за смрт"                 | Џон П. Вајтсел II | Синопис: Ед Закерман Сценарио: Дејвид Блек и Ед Закерман                                               | 13. септембар 1990.  | 66209     | 14.00                     |
| Сузан Мортон умире након пријема у болницу током бурне ноћне смене. Њен отац, бивши војни лекар у Вијетнаму, оптужује болницу за немар и захтева истрагу полиције. Логан и Гриви разговарају лекарем који је направио њен картон, али су убрзо дошли до угледног др. Едварда Остера за кога се сумња да је можда био пијан на дужности. Остали запоелсни нерадо говоре из страха да им послови не буду у опасности, а Стоун се суочава са незгодним подизањем тужбе против угледног лекара. |              |                                  |                   | |                      |           |                           |
| 2 | 2            | "Блуз са младићем из метроа"     | Е. В. Свакхамер   | Роберт Палм                                                                                            | 20. септембар 1990.  | 66205     | 15.50                     |
| Белкиња Лору Ди Биаси упуцала је два црнца у препуном метроу. Пуцњава на први поглед изгледа као да је самоодбрана, али даља истрага показује да је побуда можда освета. Логан и Гриви расправљају о кривици Ди Биасијеве, поготово након што се сазнало да је мртав човек имао значајан досије, а онај преживели није могао да се контролише на суду. Лора Ди Биаси покушава да реши свој случај преко Робинета, али он се удаљава од проблема. Стоун има проблема са случајем, како у раду са заступницом Ди Биасијеве Шамбалом Грин, тако и са чињеницом да је окружно тужилаштво подељено у вези случаја. |              |                                  |                   | |                      |           |                           |
| 3 | 3            | "Кољачев помоћник"               | Верн Гилам        | Синопсис: Томас Френсис Мекелрој, Дејвид Блек и Роберт Стјуарт Нејтан Сценарио: Томас Френсис Мекелрој | 4. октобар 1990.     | 66215     | 14.60                     |
| Грађевински радник Боби Холанд је пронађен убијен у свом стану. Логан и Гриви истражују и убрзо сазнају да је Холанд био педер. После читања чланка из једног часописа, Гриви повезује смрт са још неким смртима у Лос Анђелесу и Сан Франциску. Детективи хапсе Џека Карија који је повезан са сва три случаја. Кари признаје своју умешаност и тврди да је сваки човек тражио да му помогне да изврши самоубиство јер су имали сиду. Стоуну је проблематично дизање оптужнице због сумњи да Кари није урадио ништа лоше. |              |                                  |                   | |                      |           |                           |
| 4 | 4            | "Пољуби девојке и поби их"       | Чарлс Корел       | Синопсис: Роберт Стјуарт Нејтан Сценарио: Дик Волф                                                     | 11. октобар 1990.    | 66210     | 16.80                     |
| Пејџ Бартлет је пронађена гадно претучена у свом стану на Горњој источној страни. Она умире у болници. Гриви и Логан саслушавају њеног дечка Стивен Фајнштајна, али сматрају да су њих двоје раскинули вече пре него што је она убијена. Детективи проналазе другог момка, Неда Лумиса, и сазнају да је он и раније био насилан пошто га је још једна жртва насиља пријавила. Стоун је узрујан јер не може да користи Лумисове раније злочине против њега на суду. |              |                                  |                   | |                      |           |                           |
| 5 | 5            | "Срећно до краја живота"         | Верн Гилам        | Синопис: Дејвид Блек и Роберт Стјуарт Нејтан Сценарио: Дик Волф и Дејвид Блек                          | 23. октобар 1990.    | 66212     | 19.40                     |
| Алан Ралстон је убијен, а његова супруга Џенет рањена у њиховој гаражи у згради. У болници Џенет препознаје наводног нападача са полицијског фото-робота. Један сведок који је испитиван на почетку истраге је Гил Хајмс, Аланов пословни сарадник. Полиција је на крају склопила коцкице да злочин није био случајан чин насиља од стране препознатих нападача, него да је у питању наручено убиство Алана и такође наручено рањавање Џенет. Стоун покушава да натера једног од осумњичених да сведочи против другог. |              |                                  |                   | |                      |           |                           |
| 6 | 6            | "Свима омиљени порезни обвезник" | Џон Патерсон      | Дик Волф                                                                                               | 30. октобар 1990.    | 83543     | 18.20                     |
| Након што је месни посланик и бивши порезни обвезник Чарлс Хелси опљачкан и након што му је гркљан пререзан, Логан и Гриви истражују случај, а два млада црнца постају осумњичени јер су у почетку ухваћени. Њихова сумња се окреће ка организованом криминалу када је са жртвом повезан војник породице Масучи Тони Скалиси. Док Стоун и Робинет настављају са вођењем своје тужбе, они откривају бруку о мићењу у коју је умешан посланик Хелси. Низ казни за паркирање дат је предузећу повезаним са организованим криминалом. Да би избегли појаву неправилности, окружни тужилац Вентворт не дозвољава Стоуну да понуди Скалисију отпорност. Међутим, да би се добио случај, њихова једина могућност је да направе нагодбу са мафијашем. Стоун открива да су у случај укључени не само организовани криминал, него и изабрани градски званичници и заменик полицијског начелника кога оптужују да је променио исказ и петљање са доказима у једном ранијем случају. Стоун не може да користи полицију због сумње у вези мићења у оквиру одељења тако да се саветовао са помоћником државног тужиоца Џоном Мекормаком. Ова епизода је снимљена као прва епизода, али је НБЦ одлучио да је емитује као шесту. |              |                                  |                   | |                      |           |                           |
| 7 | 7            | "За курву, за лопова"            | Мартин Дејвидсон  | Дејвид Блек                                                                                            | 13. новембар 1990.   | 66203     | 17.70                     |
| Откриће извесног Дајмонда у несвести у Централном Парку доводи Гривија и Логана до Дајмондових ранијих радњи и месној пословној пратњи Џолен у хотелској соби. Гриви се представио као "Џон" у потрази за Џолене. Када је утаначила своје накнаде и услуге, Грив је хапси. Када је Дајмонд умро, истрага доводи до Џоленине претпостављене јасмин, а потом до Јасминине претпостављене Лоре Винтроп. Винтропова тврди да води кетеринг услуге, али када се за Џолен открило да је ХИВ позитивна, случај добија оштру тактику што доводи у питање сигурност услужних делатности пословне пратње. |              |                                  |                   | |                      |           |                           |
| 8 | 8            | "Отровни бршљан"                 | Е. В. Свакхамер   | Синопсис: Џејкоб Брекмен Сценарио: Џек Ричардсон и Џејкоб Брекмен                                      | 20. новембар 1990.   | 66211     | 15.00                     |
| Током рутинског хапшења растурача дроге, искусни полицајац Фредо Париси убија младог афро-американца Томија Ричардсона који је можда био ненаоружан. Париси је оптужен за подметање пиштоља жртви како би оправдао упуцавање. Поред тога, Париси је већ имао сличан догађај који је забележен у његов досије. Ричардсон је био студент на Универзитету "Принстон" који је веома угледан због свог доприноса заједници у смислу времена, енергије и новца. Али, истрага је открила да је продавао дрогу. |              |                                  |                   | |                      |           |                           |
| 9 | 9            | "Равнодушност"                   | Џејмс Квин        | Роберт Палм                                                                                            | 27. новембар 1990.   | 66207     | 17.60                     |
| Гриви и Логан откривају да једно злостављано дете има мајку кокаинску зависницу коју је такође злостављао њен супруг психотерапеут и зависник. Детективи истражују шарену прошлост лекара док тужиоци покрећу нову тактику након што је дете умрло. |              |                                  |                   | |                      |           |                           |
| 10 | 10           | "Затвореник љубави"              | Мајкл Фреско      | Синопсис: Роберт Стјуарт Нејтан Сценарио: Дејвид Блек и Роберт Стјуарт Нејтан                          | 4. децембар 1990.    | 66208     | 16.80                     |
| Наизглед самоубиство контроверзног бисексуалног уметника који је умро док је учествовао у очитом чину ауто-еротског дављења доводи детективе Гривија и Логана до градске садо-мазо подкултуре. Почетно објашњење за положај жртве уметника је да је учествовао у "уметничком делу наступа". Даља истрага открива да је, у ствари, он био један од садо-мазо тројца у који су били укључени начелник њујоршког Одељења за културу и његова "љубавница", богата и доминантна социјалисткиња који су подстицали и пратили садо-мазо призор који је довео до смрти уметника. |              |                                  |                   | |                      |           |                           |
| 11 | 11           | "Ван полусветлости"              | Е. В. Свакхамер   | Мајкл Дуган                                                                                            | 11. децембар 1990.   | 66202     | 19.80                     |
| Тинејџерка афро-американка тврди да ју је силовао полицајац белац. Полиција и тужиоци боре се да открију истину док властољубиви конгресмен афро-американац тврди да је истрага је родно мотивисано заташкавање. Међутим, када је преглед због силовања показао негативне резултате, тужилаштво сумња да је случај можда превара. Сукоб се загрева јер Робинет сазнаје од родитеља девојчице да су она и њен дечко су имали полне односе. Породица се бојала нежељене трудноће па је уз наваљивање конгресмена тврдила да је девојчицу силовао полицајац. Пошто је призната превара, породица избегава конгресмена чија кампања је уништена. Тужилаштво смишља решење које укључује све судске налоге. Они признају да је углед озбиљно оштећен, али су закључили да ће случај, пошто је подстицај спласнуо, брзо избледети из сећања људи. |              |                                  |                   | |                      |           |                           |
| 12 | 12           | "Животни избор"                  | Арон Липстат      | Синопсис: Дејвид Блек и Роберт Стјуарт Нејтан Сценарио: Дик Вулф                                       | 8. јануар 1991.      | 66213     | 19.20                     |
| Након демонстранткиња против побачаја Мери Донован убијена бомбом на клиници за побачај, детективи траже све могуће заверенике. Родитељи и брат жртве покаазују да су посвећени покрету за живот као и жртва. Прва која је ухапшена и оптужена је Селест Меклур која је купила запаљиво средство за мешање са дизел горивом за прављење бомбе. Полиција утврђује да је главна фигура у свему Роуз Швимер која је ухапшен. Детективи откривају да је жртва била трудна и тајно тражила побачај. На суђењу, Швимерова покушава да искористи свој исказ да проповеда против побачаја. Стоун спречава покушај Швимерове да докаже, ако је побачај убиство, да није крива за убиство нерођеног детета Мери Донован. Швимерова је видно поражена од питања и ћутала је до краја суђења и пресуде. |              |                                  |                   | |                      |           |                           |
| 13 | 13           | "Смрт у породици"                | Гвен Арнер        | Синопсис: Џо Вајола и Дејвид Блек Сценарио: Џо Вајола                                                  | 15. јануар 1991.     | 66204     | 17.80                     |
| Полицијски службеник Пит Реник је убијен на крову у мраку. Логан и Гриви верују да је познати лопов Брут Вокер одговоран за то па полиција покреће широм града потрагу за њим. Међутим, касније се испоставља да није Вокер убио Реника него његова ортакиња Ники Сандовал. Истрага открива да се он, након приказивања много очигледних примера његовог мићења његовој ортакињи, плашио да ће га пријавити. Тако ју је намамио на кров и покушао да је убије, али је убијен у самоодбрани. Она је ослобођена оптужбе за убиство, али пошто политика диктира да је требало да га пријави, она је остала без посао. |              |                                  |                   | |                      |           |                           |
| 14 | 14           | "Насиље лета"                    | Дон Скардино      | Мајкл Дуган                                                                                            | 5. фебруар 1991.     | 66219     | 16.20                     |
| Стоун привремено одбацује оптужбе за силовање против тројице оптужених јер је жртва новинарка сумњиве личности чије сведочење има превише мана. Гривијево и Логаново накнадно преиспитивање открива могућег четвртог нападача. |              |                                  |                   | |                      |           |                           |
| 15 | 15           | "Бујице похлепе (1. део)"        | Е. В. Свакхамер   | Синопсис: Мајкл С. Чернучин Сценарио: Мајкл Дуган и Мајкл С. Чернучин                                  | 12. фебруар 1991.    | 66222     | 16.60                     |
| Детективи хапсе три члана злочиначке породице Масучи који су укључени у кобни напад што доводи до Стуновог покушаја да искористи хапшење као средство да се скине цео злочиначки синдикат Масучијевих преко оптужнице против главе породице Масучи Френка. Међутим, план доживљава суноврат јер Стоун открива да је његов главни сведок (један од тројице који се терете за кобни напад) починио кривоклетство што је довело да Масучије ослободе. |              |                                  |                   | |                      |           |                           |
| 16 | 16           | "Бујице похлепе (2. део)"        | Е. В. Свакхамер   | Синопсис: Мајкл С. Чернучин Сценарио: Мајкл Дуган и Мајкл С. Чернучин                                  | 19. фебруар 1991.    | 66225     | 13.60                     |
| У светлу Масучијеве ослобађајуће пресуде, ИПОТ Стоун и ПОТ Робинет наређују још жешћу истрагу против мафијашког шефа. Њихова истрага доводи Масучијевог шурака Харва Бигала чије је убиство мафијашки бос наредио. Убиство доводи до открића гробља за жртве Масучијевог злочиначког синдиката. Док су поново ухапсили мафијашког боса, његова ожалошћена сестра платила је јемство свом брату. Међутим, неколико сати након изласка из суднице, Френк Масучи је убијен од стране непознатог убице. Робинет и Стоун нагађају да је Масуччијева сестра наредила убиство, али нису у могућности да то докажу. Њих двојица се заједно са Адамом Шифом теше чињеницом да ће, упркос свом неуспеху да приведу Масучија лицу правде, његова смрт озбиљно онеспособити злочиначку породицу. |              |                                  |                   | |                      |           |                           |
| 17 | 17           | "Печурке"                        | Данијел Сакхајм   | Роберт Палм                                                                                            | 26. фебруар 1991.    | 66218     | 15.60                     |
| 12-годишњак је повређен, а његов млађи брат убио је пуцњава. Истрага открива да су деца била случајне жртве нарученог убиства трговца некретнинама које је наредио растурач дроге. На трагичан начин, испоставило се да су убиства исход тога што је плаћеник погрешио адресу јер зна више о руковању аутоматским оружјем него правопис. |              |                                  |                   | |                      |           |                           |
| 18 | 18           | "Тајни деоничари"                | Е. В. Свакхамер   | Роберт Стјуарт Нејтан                                                                                  | 12. март 1991.       | 66221     | 13.20                     |
| Стоун се суочио са каубојским заступником из Тексаса и непријатељском заједницом јер покушава да добије пресуду против младог човека оптуженог за убиство растурача дроге. Он открива две истине - да је растурач силовао сестру оптуженог и да заједница гледа на убиство као на одмазду. |              |                                  |                   | |                      |           |                           |
| 19 | 19           | "Змијски зуб"                    | Дон Скардино      | Синопис: Рене Балсер и Роберт Стјуарт Нејтан Сценарио: И. Ч. Рапапорт и Џошуа Стерн                    | 19. март 1991.       | 66224     | 19.30                     |
| Пословни човек и његова жена су побијени. У почетку су два сина брачног пар били посматрани као осумњичени. Како је истрага напредовала, детективи откривају да се у циљу добијања финансијских средстава за своје пословање, човек уортачио са човеком који је повезан са руским организованим криминалом. |              |                                  |                   | |                      |           |                           |
| 20 | 20           | "Невоље"                         | Џон П. Вајтсел II | Синопсис: Роберт Палм Сценарио: Дик Волф и Роберт Палм                                                 | 26. март 1991.       | 66214     | 17.40                     |
| Комби са три савезна затвореника стиже у 27. испоставу. Званичници ФБИ-ја и СУП-а откривају да је један од затвореника тајанствено убијен. Званичници ФБИ-ја позивају се на надлежност и пребацују другу двојицу у савезни затвор. Један од њих је осумњичен да је припадник ИРВ-а који робија у САД пет година без икаквих оптужби, плаћања јемства или суђења. Убрзо након тога, преостали затвореник је пронађен обешен у својој савезној затворској ћелији. За затворског чувара је откривено да је члан ИРВ-а. Он признаје убиство затвореника. Детективи и тужиоци суочавају се са отпором савезних органа док дижу оптужницу против припадника ИРВ-а који робија у савезном затвору јер што је осумњичен за убиство другог савезног затвореника. |              |                                  |                   | |                      |           |                           |
| 21 | 21           | "Соната за соло оргуље"          | Фред Гербер       | Синопсис: Џо Моргенстерн и Мајкл С. Чернучин Сценарио: Џо Моргенстерн и Мајкл Дуган                    | 2. април 1991.       | 66226     | 18.00                     |
| Гриви и Логан откривају да је наводна жртва пљачке Дру Мекданијел пронађен у несвести на клупи у парку и да му је један бубрег извађен. Случај доводи до моћног Филипа Вудлија чијој је ћерки очајнички потребно пресађивање и лекара који му је можда помогао. |              |                                  |                   | |                      |           |                           |
| 22 | 22           | "Плави зид"                      | Верн Гилам        | Синопсис: Роберт Стјуарт Нејтан Сценарио: Дик Волф и Роберт Стјуарт Нејтан                             | 9. јун 1991.         | 66220     | 12.20                     |
| Капетан Крејген се нашао у средишту у истраге Унутрашње контроле због петљања са доказима, а тужилаштво је присиљено да га стави у незавидан положај како би оптужило праве заверенике. |              |                                  |                   | |                      |           |                           |